# Forte Cascinotto
Il forte Cascinotto è stato un edificio difensivo posto a salvaguardia del cosiddetto "sbarramento di Altare" presso il Colle di Cadibona nel val Bormida, in provincia di Savona.
L'intero complesso dello sbarramento altarese, ubicato lungo la strada statale 29 del Colle di Cadibona, fu voluto dal Regio Esercito per la difesa del Basso Piemonte e della catena appenninica ligure da eventuali attacchi terrestri; complessivamente il sito fu edificato in un periodo compreso tra il 1885 e il 1890.
La fortezza Tecci faceva parte di quella area denominata "Piazzaforte di Altare", costituita anche dagli altri forti Tagliata di Altare e Tecci.

## Descrizione
La postazione difensiva si trova al di sopra del forte Tagliata di Altare, nella zona a nord, avente rispetto al forte Tecci una pianta più piccola, costituita sostanzialmente da un solo corpo di fabbrica a forma pentagonale (stessa forma di uno dei due fabbricati del forte Tecci). La fortificazione è circondata per 3/4 da un fossato, quest'ultimo ben difeso da una caponiera.
La struttura nella sua complessità si presenta su due livelli: nel piano inferiore erano ospitati i locali di servizio e di alloggio delle truppe, mentre nella parte sovrastante era ubicata la postazione difensiva e d'attacco. Le casematte ospitavano due cannoni da 12 GRC Ret con fronte a nordovest e altri due cannoni da 15 GRC Ret nell'opposto fronte. I cannoni da 12, puntati sulla cresta dell'Appennino ligure fra la Bocchetta di Altare e le Chiappe di Genova e verso il monte Piccopietra, verranno poi in seguito sostituiti da mitragliatrici.
Il forte Tecci poteva avere una capienza complessiva (come alloggio) di 176 uomini.
La postazione è in forte stato di abbandono, semi nascosto tra gli alberi e la vegetazione, la cui non facile accessibilità e pressoché totale chiusura al pubblico ne ha forse preservato lo stato conservativo originale.